# カロスエンターテイメント
株式会社カロスエンターテイメント（英: KALLOS ENTERTAINMENT）は、東京都渋谷区に本社を置く日本の芸能プロダクションである。

## 概要
- オスカープロモーションに20年以上在籍していた、湯本浩昭が円満退社後に創業した芸能事務所である。
- 2008年、設立後　日本初の女性医師によるユニット「Joy☆Total Clinic」を結成。夕刊フジ（産経新聞社）にて、女医によるリレーコラム「やすらぎの処方箋」を8年間に渡り連載。集結時6名だったドクターは現在40名を数える。
- 「ミス東スポ」を2019年から3年連続で輩出。2年連続でグランプリ受賞(2020年・緑川ちひろ、2021年・ねむ部長)
- 2021年、コロナ禍における飲食業界に活気を取り戻すべく、応援するグルメユニット「オーナーズ11〜飲食の戦士たち 」を結成[1]。  グルメを熟知し、情報提供、発信する「グルメン」として、飲食業界のスペシャリスト経営者11名が集結。
- 同年4月より、渋谷クロスFMにて「オーナーズ11 プレゼンツ　ALICE矢沢透の飲食応援団！」  グルメエンターテインメント番組を企画制作。メインMCはアリス矢沢透、アシスタントMCは、坂田敦宏、緑川ちひろ。
- 医師や歯科医師、医学生などドクター40名を中心に、文化人・タレント・アスリート・音楽家など各界のスペシャリスト90名以上が所属する。

## 沿革
- 2009年3月 - 設立
- 2018年5月16日 - 東北支社設立[2]

## 所属タレント
- 2024年3月1日現在（出典・カロスエンターテイメント公式オフィシャルサイト「TALENT」「DOCTOR」[3]）

アーティスト
- 矢沢透（アリス）- ミュージシャン
- SANGWOO  - 元CODE-Vリーダー
- 氏神一番（カブキロックス）- ミュージシャン
- YUKINARI （元・DA PUMP）- ミュージシャン
- 亜湖 - 歌手、元「アパッチ」
- 原めぐみ - 歌手

俳優
- 早瀬久美 - 女優
- どさんこ室田 室田真宏 -俳優
- 東大源 - 俳優
- ひろぴぃ - 俳優

アナウンサー・キャスター
- 大西蘭（元・NHK新潟放送局キャスター）
- 玉利かおる - アナウンサー

監督・演出家
- BOBI-演出家、構成作家、舞台監督
- サカクラカツミ - 振付師
- 山本寛 - アニメ演出家、映画監督

タレント・アイドル
- ローバー・美々
- 緑川ちひろ
- 伊藤しほ乃 - グラビアアイドル
- 白藤里奈
- みっちぃ　- 釣りドル
- 武田あかね - モデル、読者モデル
- レイバー佐藤 - モノマネタレント
- エンタメDr.金子（金子正男） - メディアプロデューサー、タレント講師

実業家
- 川原ひろし - なんでんかんでん代表取締役社長
- オーナーズ11 - 飲食経営者ユニット
- 南原竜樹 - マネーの虎

### ドクター（医師）
- Joy☆Total Clinic　(現役女医ユニット)
- Dr.まあや（脳神経外科医&デザイナー)
- 細井龍　(美容外科医&プロ医学部受験講師）
- 工藤孝文（内科医)
- 河本立徳（眼科医）
- 梶田尚美（皮膚科医）
- 矢野晴美（感染症専門医、国際医療福祉大学大学院医学研究科教授）
- 岡本宗史 (内科医・埼玉みらいクリニック院長)
- 近藤千種（内科医、ちぐさ内科クリニック院長、Mrs Universal 2020 日本代表）
- 三苫葉子（形成外科学会専門医）
- 原かや（形成外科学会専門医）
- 佐々木京聖　(現役東大医学部生)
- 富沢武士（現役歯科大生、2021 Mr SAKE Japan グランプリ）
- 荒浪暁彦 - 皮膚科医
- 林かおる　- 小児科医
- 金三雄（脳神経外科学会専門医）

### アスリート
- エース栗原（デュアスロン・トライアスロン選手）
- 白井貴子（バレーボール元選手）

### 音楽家
- 青木瞭弥（ピアニスト）
- カテリーナ （ウクライナ民族楽器”バンドゥーラ”奏者）
- 高谷秀司 - ギタリスト

### 過去の所属タレント
- 美奈子
- 矢吹春奈
- 湯川舞
- 吉川このみ
- 黒田アーサー
- 新田純一
- 立花理佐
- 歩りえこ
- キム・キミン
- 若山騎一郎
- 仁美凌